# Gìn giữ hòa bình Liên Hợp Quốc
Gìn giữ hòa bình được Liên Hợp Quốc xác định là "một cách giúp đỡ những nước bị tàn phá do xung đột để tạo ra các điều kiện cho hoà bình". Những quân nhân gìn giữ hòa bình theo dõi và giám sát tiến trình hòa bình trong những vùng hậu xung đột và giúp đỡ những cựu chiến sĩ trong việc thực hiện những thỏa thuận hoà bình mà họ đã ký. Các sự trợ giúp như vậy có nhiều dạng, gồm phương pháp xây dựng lòng tin, thỏa thuận về việc chia sẻ quyền lực, hỗ trợ bầu cử, củng cố luật pháp, và việc phát triển kinh tế – xã hội. Lực lượng gìn giữ hòa bình của Liên Hợp Quốc có thể bao gồm những người lính, những cảnh sát dân sự và các dân thường khác.
Hiến chương Liên Hợp Quốc cho phép Hội đồng Bảo an Liên Hợp Quốc có quyền lực và trách nhiệm, có thể dùng các hoạt động của tập thể để duy trì hoà bình và an ninh quốc tế. Do vậy, cộng đồng quốc tế thường xem Hội đồng Bảo an có quyền trong hoạt động gìn giữ hòa bình và toàn bộ các hoạt động gìn giữ hòa bình của Liên Hợp Quốc phải được cho phép bởi Hội đồng Bảo an.
Hầu hết các hoạt động này được thiết lập và thực thi do chính Liên Hợp Quốc bởi những lính phục vụ dưới mệnh lệnh chỉ huy của Liên Hợp Quốc. Trong các trường hợp này, những lính gìn giữ hòa bình vẫn thuộc về các đơn vị quân đội riêng của họ, không tạo thành một "quân đội của Liên Hợp Quốc" độc lập, do vậy Liên Hợp Quốc không có lực lượng riêng.
Liên Hợp Quốc không phải là tổ chức duy nhất có quyền và nhiệm vụ gìn giữ hòa bình, một vài tổ chức hợp pháp cũng có quyền làm nhiệm vụ gìn giữ hòa binh. Những lực lượng gìn giữ hòa bình không phải của Liên Hợp Quốc bao gồm Tổ chức Hiệp ước Bắc Đại Tây Dương (NATO) thực hiện nhiệm vụ gìn giữ hòa bình ở Kosovo và Lực lượng Quan sát Đa quốc gia thực hiện nhiệm vụ trên Bán đảo Sinai.

## Bản chất của gìn giữ hòa bình
Gìn giữ hoà bình là những hoạt động đóng góp cho tương lai quá trình giải quyết và thiết lập nền hòa bình. Hoạt động này bao gồm (nhưng không bị hạn chế) việc theo dõi sự rút quân của những lực lượng tham chiến ở các vùng xung đột trước đây, việc giám sát bầu cử, hỗ trợ tái thiết. Lực lượng gìn giữ hòa bình thông thường là những quân nhân trong quân đội nhưng đôi khi có cả các lực lượng khác. Do vậy khi những lính gìn giữ hòa bình có trang bị vũ khí thì cũng không có nghĩa họ buộc phải chiến đấu.
Lực lượng gìn giữ hòa bình không phải là lực lượng được mong đợi sẽ tham gia chiến đấu. Thông thường, họ được triển khai khi lệnh ngừng bắn đã được thiết lập và các bên tham chiến đã đồng ý cho họ thực hiện sứ mệnh gìn giữ hòa bình.

## Tiến trình và cấu trúc

### Sự thành lập
Khi một hiệp ước hòa bình đã được đàm phán, các bên tham gia có thể yêu cầu Liên Hợp Quốc đưa một lực lượng gìn giữ hòa bình để giám sát các phần tử đã đồng ý với kế hoạch hòa bình. Việc này được thực hiện bởi một nhóm hoạt động dưới sự điều khiển của Liên Hợp Quốc, gần như không đi theo lợi ích của bất kỳ bên nào, bản thân nó bị kiểm soát bởi nhiều nhóm, cụ thể là Hội đồng Bảo an gồm mười lăm thành viên và Văn phòng Tổng thư ký.
Nếu Hội đồng Bảo an phê duyệt nhiệm vụ thì Ban Hoạt động Gìn giữ hoà bình bắt đầu lập kế hoạch cho những nhân tố cần thiết. Theo đó, nhóm lãnh đạo cấp cao sẽ được chọn. Ban Hoạt động Gìn giữ hòa bình sẽ tìm kiếm những đóng góp từ các nước thành viên. Vì Liên Hợp Quốc không có lực lượng gìn giữ hòa bình riêng nên nó phải thành lập các liên minh đặc biệt theo mỗi nhiệm vụ. Việc đó dẫn đến hai khả năng: bị thất bại phải thành lập lại lực lượng cho phù hợp hoặc làm giảm hiệu quả khi hoạt động trên thực địa.
Khi lực lượng gìn giữ hòa bình đang được tập hợp, thì các hoạt động ngoại giao khác nhau đang được thực hiện bởi Ban tham mưu của Liên Hợp Quốc. Quy mô và quân số của lực lượng phải được sự đồng ý của chính phủ các quốc gia trong các vùng xung đột. Các luật lệ cam kết phải được triển khai và được sự chấp thuận của các bên và cả Hội đồng Bảo an. Các bên tham gia và Hội đồng bảo an đưa ra sự ủy nhiệm đặc biệt, mục đích cũng như phạm vi của nhiệm vụ của lực lượng gìn giữ hòa bình. (Ví dụ: Khi nào tham gia, có sử dụng vũ trang hay không, những nơi có thể sẽ có lực lượng của nước chủ nhà).
Khi tất cả các thỏa thuận đã đạt được, các lực lượng theo yêu cầu sẽ được tập hợp, và sau khi được sự phê chuẩn của Hội đồng Bảo an, lực lượng gìn giữ hòa bình sẽ được triển khai tới các vùng.

### Chi phí
Chi phí cho việc gìn giữ hòa bình, đặc biệt từ sau chiến tranh Lạnh, đã tăng lên đột ngột. Trong những năm 1993, chi phí cho gìn giữ hòa bình của Liên Hợp Quốc hàng năm đã đạt tới mức 3,6 tỉ đô la, chủ yếu là chi phí cho các hoạt động gìn giữ hòa bình ở Nam Tư trước đây và Somalia. Khoảng những năm 1998, chi phí cho gìn giữ hòa bình đã giảm xuống chỉ còn dưới 1 tỷ đô la. Chi phí này đã tăng lên tới 3 tỷ đô la với việc phục hồi trở lại các hoạt động gìn giữ hòa bình của Liên Hợp Quốc vào những năm 2001. Ngân sách chi đã được phê chuẩn năm 2004 là 2,8 tỷ đô la. Vài năm gần đây, tổng chi phí cho hoạt động gìn giữ hòa bình của Liên Hợp Quốc khoảng 5,3 tỷ đô la.